# Koninklijke Fanfare Kempenbloei
De Koninklijke Fanfare Kempenbloei is een Belgisch fanfare-orkest uit Achel met het predicaat Koninklijk. 
De vereniging is opgericht in 1862. Momenteel bestaat het orkest uit ongeveer 75 muzikanten uit Achel en omgeving. De fanfare staat geklasseerd in de superieure afdeling volgens het Belgisch systeem, en in de concertafdeling volgens het Nederlands systeem. Het geheel staat sinds het jaar 2000 onder leiding van dirigent Ivan Meylemans.
Naast het fanfareorkest herbergt Kempenbloei ook een drumband, jeugdfanfare, jeugddrumband en majorettengroep.

## Resultaten
Kempenbloei is viervoudig en huidig wereldkampioen in de concertafdeling (hoogste afdeling). In 2009, 2013, 2017 en 2022 werd telkens de titel binnengehaald. De voorlaatste editie met een score van 97,7%, de laatste editie met een score van 96,70%. Deze titels werden behaald op het 4-jaarlijks WMC te Kerkrade.
Naar aanleiding van het wereldkampioenschap in 2009 werd de fanfare op 5 augustus uitgenodigd in de talkshow Villa Vanthilt van de Belgische tv-zender Eén. Tevens werd door het stadsbestuur van Hamont-Achel de titel "Ambassadeur van de stad Hamont-Achel" toegekend aan Kempenbloei, en dit voor het eerst aan een vereniging. 
Verder is Kempenbloei meervoudig provinciaal én nationaal fanfare-kampioen in de superieure afdeling.

## Concerten
Kempenbloei probeert jaarlijks ook vernieuwende concerten te brengen, al dan niet met externe solisten. Zo werd er in het verleden al opgetreden met Hubert Damen, Udo Mechels, Paul Michiels, Günther Neefs, Barbara Dex, Dana Winner, Ben Cramer, Walter Boeykens, Frits Damrow, Perry Hoogendijk, Hilde Coppé, Anneke Luyten en anderen.
Op 16 januari 2010 werd Kempenbloei door de VRT uitgenodigd om het openingsconcert van Klara in het paleis te verzorgen. Dit concert werd live op radio Klara uitgezonden vanuit de Henry Le Bœuf-zaal van het Paleis voor Schone Kunsten te Brussel.
In juli 2010 ging Kempenbloei ter gelegenheid van de wissel van het voorzitterschap van de Europese Unie en op uitnodiging van ambassadeur Johan Swinnen, op tournee in de Spaanse hoofdstad Madrid. Hier werden 3 concerten verzorgd, waarvan 1 in een uitverkocht Teatro de la Zarzuela.

## Opnamen
Zowel in 2001, 2005, 2009, 2013 en 2017 verschenen liveopnamen van Kempenbloei op cd. Daarnaast nam het orkest ook reeds zeven studio-cd's op: "Kempenbloei in Concert" in 1991, "Cry of the Falcon" in 2007 in opdracht van muziekuitgeverij De Haske, "Sirocco" in 2009 in opdracht van muziekuitgeverij Traxon Band Press, "Evolution" in 2010, wederom in opdracht van muziekuitgeverij De Haske, "Kempenbloei 150" in 2012, ter gelegenheid van het 150-jarig bestaan van de vereniging, "Supernova" in 2018 in opdracht van muziekuitgeverij BVT Music én "Spirit of Time" in 2022 in opdracht van componist Otto M. Schwarz.

## Dirigenten
| Periode   | Dirigent           |
| --------- | ------------------ |
| 1862-1908 | Hendrik Sak        |
| 1908-1924 | Jacques Croymans   |
| 1924-1931 | Modest Claes       |
| 1931-1934 | G. Vanknippenberg  |
| 1934-1937 | Gerard Van Voorden |
| 1937-1938 | Jozef Even         |
| 1938-1954 | Paul Vandebroek    |
| 1954-1967 | A. Van der Ceelen  |
| 1967-1973 | Toon Jansen        |
| 1973-1976 | Jean Steutelings   |
| 1976-1980 | Leo Nuyts          |
| 1980-1995 | Luc Beckers        |
| 1995-2000 | Leo Nuyts          |
| 2000-...  | Ivan Meylemans     |